# 达德万·尤素夫
达德万·伊斯玛特·尤素夫（2000年4月9日—）是一位伊拉克裔的加密货币投资者和商人。他通过早期投资比特币累積財富。然而，尤素夫和他的公司多次因涉嫌财务不当行为而受到调查。

## 生平概要
尤素夫于2000年4月9日出生在伊拉克库尔德斯坦的扎胡。他的父亲是佩什梅格的一员，在尤素夫出生前就逃到了瑞士。三年后，他的母亲带着三个儿子也离开了伊拉克。他们于2003年抵达瑞士的纳沙泰尔，与已经在那里的父亲团聚。2004年，这个家庭获得了难民身份，并搬到了伊普萨赫。尤素夫还有五个在瑞士出生的弟妹。在11岁时，尤素夫通过出售玩具来筹集资金，并用这些钱投资比特币。他以每个15欧元的价格购买了10个比特币，并开始了他的加密货币交易生涯。到2012年，他以每个11,126欧元的价格购入了1000个比特币。2016年，尤素夫进一步投资以太坊，以134,000欧元购买了16,000个单位。通过这些加密货币交易，尤素夫成为了百万富翁，媒體稱其為瑞士最年轻的白手起家的百万富翁。最新的评估数据显示，他的整体财富可能已经超过了10亿瑞士法郎。